# Brad Hall
Bradley Curtis "Brad" Hall, född 16 november 1990, är en brittisk bobåkare.

## Karriär
Vid EM 2025 i Lillehammer tog Hall brons tillsammans med Taylor Lawrence i tvåmannabob samt brons tillsammans med Taylor Lawrence, Arran Gulliver och Leon Greenwood i fyrmannabob.